# اسکای سینما
اسکای سینما (به انگلیسی: Sky Cinema) یک سرویس فیلم اشتراکی بریتانیایی است که متعلق به گروه اسکای (زیرمجموعه‌ای از کامکست) است. در بریتانیا، کانال‌های اسکای سینما در حال حاضر روی اسکای ماهواره‌ای و پلت‌فرم‌های کابلی ویرجین مدیا پخش می‌شوند، و علاوه بر این، محتوای آن دِمَند اسکای سینما از طریق این موارد و همچنین از طریق نَو تی‌وی، بی‌تی تی‌وی و تاک‌تاک تی‌وی در دسترس است.
این شبکه در سال ۱۹۸۹ میلادی تأسیس شده‌است و اغلب برنامه‌های پخش فیلم و سریال است. گفته می‌شود ای شبکه بزرگ‌ترین رسانه پخش فیلم در جهان است.